# Секі (го)
Се́кі (яп. 関) — форма взаємного життя груп у ґо. Секі є поєднанням живих груп зі спільними даме, які жодна зі сторін не може заповнити щоб не вбити власну групу.

## Підрахунок очок

Різниця при підрахунку очок

Відповідно до японських правил, групи у позиції секі не приносить очок жодній зі сторін.
За китайськими, інгівськими, AGA правилами, очі груп у секі рахуються за очки.